# Erskine Hawkins
Erskine Ramsay Hawkins (26 de julio de 1914 - 11 de noviembre de 1993)  fue un trompetista y líder de big band estadounidense de Birmingham, Alabama, apodado "El Gabriel del siglo XX".  Es mejor recordado por componer el estándar de jazz Tuxedo Junction (1939) con el saxofonista y arreglista Bill Johnson. La canción se convirtió en un éxito durante la Segunda Guerra Mundial, alcanzando el puesto No. 7 a nivel nacional (versión de la Erskine Hawkins Orchestra) y al No. 1 a nivel nacional (versión de la Glenn Miller Orchestra). Los vocalistas que participaron en la orquesta de Erskine incluyen a Ida James, Delores Brown y Della Reese. Hawkins lleva el nombre del industrial de Alabama Erskine Ramsay.

## Primeros años de vida
Erskine Hawkins fue nombrado por sus padres en honor al industrial de Alabama Erskine Ramsay, quien recompensaba a los padres con cuentas de ahorro por hacerlo. Hawkins asistió a la Escuela Primaria Councill y a la Escuela Secundaria Industrial (ahora conocida como Escuela Secundaria Parker) en Birmingham, Alabama. En Industrial High School, tocó en la banda dirigida por Fess Whatley, un profesor que enseñó a muchos músicos afroamericanos, muchos de los cuales trabajaron con músicos como Duke Ellington, Lucky Millinder, Louis Armstrong y Skitch Henderson (de la NBC Orchestra).

## Carrera
Durante 1936 y 1938, grabó para Vocalion Records como "Erskine Hawkins and his 'Bama State Collegians".  En 1938, firmó con RCA Victor y comenzó a grabar en su sello Bluebird como, "Erskine Hawkins and His Orchestra".
A finales de la década de 1930, Hawkins y su orquesta eran una de las bandas del Savoy Ballroom.  Se alternaban con la banda de Chick Webb y, a menudo, usaban "Tuxeux Junction" como canción de despedida antes de que la siguiente banda subiera al escenario, para que el baile continuara sin interrupciones. Hawkins también participó en "batallas de bandas" con líderes de bandas como Glenn Miller, Duke Ellington y Lionel Hampton. 
En 1943, un concierto de Hawkins causó problemas en Little Rock, Arkansas: "3.000 negros se agolparon en la Sala de Exposiciones para bailar con la música de Hawkins y su equipo se volvió rebelde y comenzó a empujar a la policía blanca por todo el suelo. La policía blandía sus armas y blackjack e intentó calmar a la multitud, pero sólo después de que Hawkins y sus muchachos irrumpieron en el himno nacional los bailarines se calmaron". Al evento siguió una "prohibición de bailes para negros" en la ciudad, lo que significa que "los contratantes de orquestas negras para bailes aquí bien podrían dedicarse a otra profesión". 
A mediados de la década de 1940, fue transferido al sello principal RCA Victor, grabando muchos de sus grandes éxitos para ambos sellos durante esta década. Permaneció con ellos hasta 1950 cuando se pasó a Coral Records. Continuó grabando durante muchos años.

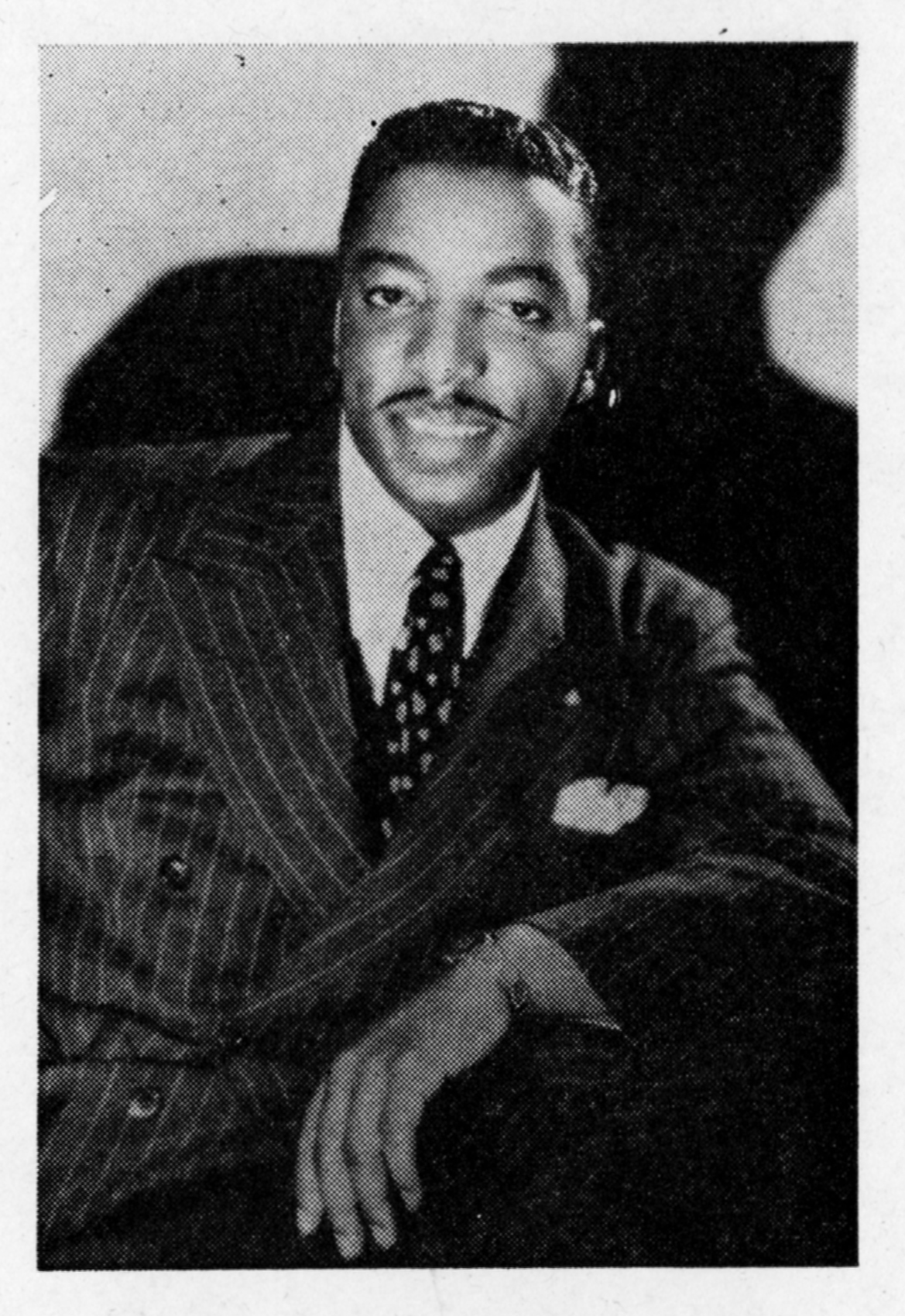
Erskine Hawkins

Hawkins fue trompetista y líder de banda en el lobby bar y club nocturno del Concord Resort Hotel en Kiamesha Lake, Nueva York, de 1967 a 1993 con su último grupo Joe Vitale (piano), Dudly Watson (bajo), Sonny Rossi (voz y clarinete) y George Leary (batería). Hawkins murió en su casa de Willingboro Township, Nueva Jersey, en noviembre de 1993, a la edad de 79 años  Está enterrado en el cementerio de Elmwood, junto a su hermana, en Birmingham, Alabama.

## Vida personal
Flo Hawkins, que apareció en la película de 1946 That Man of Mine, era su esposa. Finalmente se distanciaron y ella trabajó en The Catskills. 

## Inducción al Salón de la Fama del Jazz de Alabama
En 1978, se convirtió en uno de los primeros cinco artistas incluidos en el Salón de la Fama del Jazz de Alabama. En 1989, fue incluido en el Salón de la Fama de la Música de Alabama.  Hawkins fue contemporáneo de otro músico de jazz de Birmingham, Sun Ra.

## Lista de canciones
| 1936 | "Until the Real Thing Comes Along"           | 20 |   |
| 1936 | "Big John's Special"                         | 18 |   |
| 1937 | "Way Down Upon the Swanee River"             | 17 |   |
| 1939 | "Do You Wanna Jump, Chillun?"                | 16 |   |
| 1939 | "Tuxedo Junction"                            | 7  |   |
| 1940 | "Whispering Grass"                           | 13 |   |
| 1940 | "Dolemite"                                   | 10 |   |
| 1940 | "Five O Clock Whistle"                       | 15 |   |
| 1941 | "Song of the Wanderer"                       | 21 |   |
| 1941 | "Nona"                                       | 17 |   |
| 1942 | "Wrap Your Troubles in Dreams"               | 23 |   |
| 1942 | "Bicycle Bounce"                             | 5  |   |
| 1943 | "Don't Cry Baby"                             | 11 | 1 |
| 1944 | "Cherry"                                     | 15 | 5 |
| 1945 | "Tippin' In"                                 | 9  | 1 |
| 1945 | "Caldonia"                                   | 12 | 2 |
| 1945 | "Fifteen Years (And I'm Still Serving Time)" |    | 4 |
| 1946 | "Sneakin' Out"                               |    | 5 |
| 1946 | "I've Got A Right to Cry"                    |    | 2 |
| 1946 | "After Hours"                                |    | 3 |
| 1947 | "Hawk's Boogie"                              |    | 2 |
| 1948 | "Gabriel's Heater"                           | 28 |   |
| 1949 | "Corn Bread"                                 |    | 8 |
| 1950 | "Tennessee Waltz"                            |    | 6 |